# In the Hell of Patchinko
In the Hell of Patchinko és el primer àlbum en directe de Mano Negra. Va ser gravat el 2 de novembre de 1991 a la ciutat japonesa de Kawasaki i publicat l'any següent.

## Llista de cançons
1. "Mano Negra" – 2:13
2. "Magic Dice" – 2:34
3. "Country Line" – 2:21
4. "Don't Want You No More" – 2:34
5. "Lonesome Bop" – 2:33
6. "Mano Negra" – 0:52
7. "Rock Island Line" - 2:38
8. "King Kong Five" - 3:55
9. "Mad Man's Dead" - 2:01
10. "Bring The Fire" - 3:29
11. "Indios De Barcelona" - 2:23
12. "El Sur" - 1:23
13. "Killing Rats" - 2:54
14. "Mano Negra" - 0:40
15. "Sidi H' Bibi" - 3:27
16. "The Rebel Spell" - 3:23
17. "I Fought The Law" - 1:51
18. "Mano Negra" - 0:19
19. "Darling Darling" - 1:45
20. "Patchuko Hop" - 2:32
21. "Mala Vida" - 2:31
22. "Junky Beat" - 2:18
23. "Madeline" - 1:37